# XEDIT (IBM)

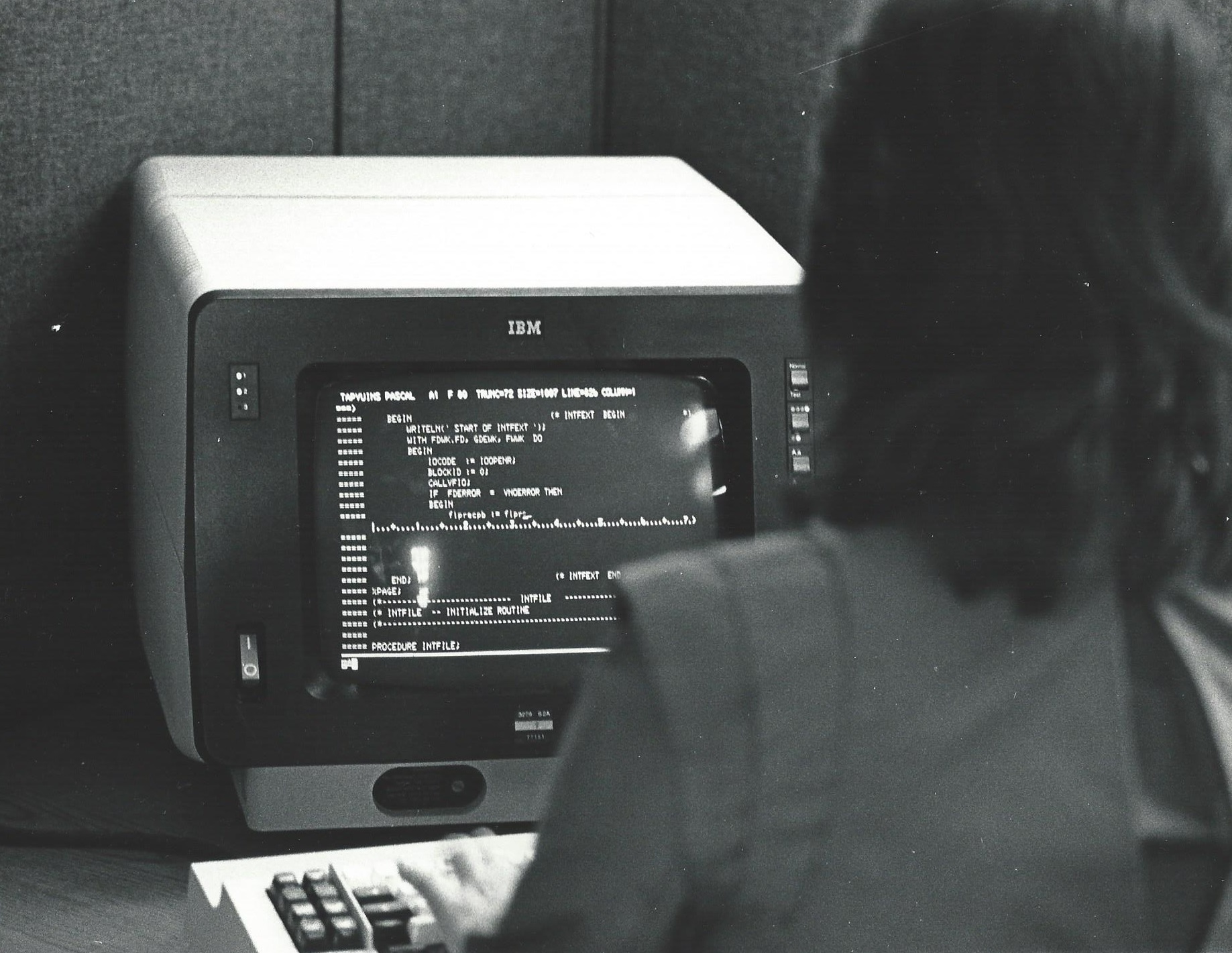
Un programmeur informatique utilisant XEDIT sur un ordinateur IBM 3279

XEDIT (« Xavier's Editor ») est un éditeur de texte plein écran pour VM/CMS sur 3270 développé au départ par Xavier de Lamberterie, du centre de recherches IBM de Grenoble, France. Livré gratuitement en tant que composant de CMS, ce fut le remplaçant officiel de l'éditeur en mode ligne ED, bien que lors de son annonce celui-ci ait déjà été dans les faits largement remplacé dans les installations par EDGAR (« Editing Graphically And Recursively »).
Il reprenait des caractéristiques propres à EDGAR ou à l'éditeur plein écran d'ISPF sous TSO : édition plein écran, ligne de commande globale, zone de mini-commande associée à chaque ligne, appels récursifs permettant de tenir plusieurs sessions simultanées, partage de l'écran en deux zones d'édition.
Il introduisait aussi plusieurs innovations, dont la fourniture en standard de macros écrites au départ en EXEC 2, puis en REXX. Parmi elles, SORT, permettant de trier alphabétiquement un groupe de lignes, et ALL, permettant d'afficher sélectivement et en mode éditable toutes les lignes contenant une chaîne de caractères spécifiée.
Son succès fut lié à son aspect d'écosystème permettant, à travers le réseau VNET d'IBM, le développement et l'échange de milliers de macros REXX. Bien que le produit ne soit pas facturé (car inclus dans CMS), il valut à son auteur une prime à cinq chiffres en francs pour sa contribution à la qualité générale de l'offre CMS.
Bien que cet éditeur ait surtout de l'intérêt sur terminal passif 3270, dont il utilisait largement les possibilités de contrôle local comme les zones protégées et les tabulations (gérées directement par l'unité de contrôle 3274 ou 3174 sans solliciter l'unité centrale), il a été transposé sur PC dans les environnements du DOS (KEDIT) comme de GNU/Linux (The Hessling Editor, disponible entre autres dans les dépôts Ubuntu, et se programmant alors par Regina REXX).